# Thinophilus thallasinus
Thinophilus thallasinus is een vliegensoort uit de familie van de slankpootvliegen (Dolichopodidae). De wetenschappelijke naam van de soort is voor het eerst geldig gepubliceerd in 1926 door Van Duzee.